# Esenler Erokspor (baloncesto)
El Esenler Erokspor es un equipo de baloncesto turco con sede en el distrito de Esenler, en Estambul, que compite en la BSL, la primera división de su país. Disputa sus partidos en el Ahmet Cömert Spor Salonu, con capacidad para 3,500 espectadores. Es una de las secciones del club polideportivo Esenler Erokspor.

## Historia
El equipo de baloncesto Esenler Erokspor es la rama profesional de baloncesto del club deportivo turco Esenler Erokspor, fundado originalmente en 1959 como club de fútbol. La división de baloncesto se estableció mucho más tarde, debutando oficialmente en la temporada 2022-2023 al unirse a la Türkiye Basketbol 2. Ligi (TB2L), la tercera división del baloncesto turco. En el verano de 2023, el equipo fue invitado por la Federación Turca de Baloncesto a participar en la TBL, la segunda división de la pirámide nacional de baloncesto, para la temporada 2023-2024. El equipo logró el ascenso a la BSL tras ganar la serie de playoffs contra el MKE Ankaragücü Basketbol en la temporada 2024-25.

## Trayectoria
| Temporada | Nivel | Liga | Pos.        | Balance | Copa de Turquía |
| --------- | ----- | ---- | ----------- | ------- | --------------- |
| 2022–23   | 3     | TB2L | 1.º (gr. D) | 14-2    |                 |
| 2023-24   | 2     | TBL  | 12.º        |         |                 |
| 2024-2025 | 2     | TBL  | 2º          | 25-9    |                 |
| 2025-2026 | 1     | BSL  |             |         |                 |